# 高野正夫
高野 正夫（たかの まさお、1946年（昭和21年） - ）は、日本の英文学者、駒澤大学名誉教授。

## 来歴
東京都出身。1972年（昭和47年）駒澤大学文学部英米文学科卒業。1977年（昭和52年）3月 同大学院人文科学研究科英文学専攻博士課程満期退学。
1988年（昭和63年） - 1990年（平成2年）、ケンブリッジ大学（ヒューズ・ホール）に留学。
駒澤大学助教授を経て、教授に就任。オーデン、キーツ、ワーズワス、ブレイク、フィリップ・ラーキンなどの研究を行う

。日本英文学会評議員などを歴任。
2017年（平成29年）駒澤大学を退任、名誉教授。
著書に『感性の宴―キーツ、ワーズワス、ブレイク』・『フィリップ・ラーキンの世界―「言葉よりも」愛を』・『フィリップ・ラーキン―愛と詩の生涯』・『太陽と黄昏と夜　詩的風景』などがある。

## 著書
- 「国立国会図書館サーチ」を参照。